# Brigitte Foster-Hylton
Brigitte Foster-Hylton (1974. november 7. –) világbajnok jamaicai atlétanő.
A 2003-as párizsi világbajnokságon ezüstérmesként, míg a 2005-ös Helsinkiben rendezett tornán bronzérmesként zárt 100 méter gáton. 2009-ben a berlini világbajnokságon 12,51-es idővel aranyérmes lett a kanadai Priscilla Lopes-Schliep és a szintén jamaicai Delloreen Ennis-London előtt.

## Egyéni legjobbjai
- 100 méter – 11,17 (2003)
- 100 méter gát – 12,45 (2003)